# Тарасова, Ольга Николаевна
О́льга Никола́евна Тара́сова (в девичестве — Сахаровская) (род. 28 февраля 1971 года в Ангарске) — советская, российская конькобежка. Двукратная чемпионка России в многоборье (2004, 2005 года) и на дистанции 1500 метров (2004), 2-кратная призёрка чемпионата России. Участница чемпионатов мира и Европы, Кубков мира. Выступала за СК Вооруженных сил РФ и г. Ангарск.

## Биография
Ольга Сахаровская стала заниматься конькобежным спортом в 5-м классе, в возрасте 11 лет в СШОР "Ермак" под руководством своего наставника Елизаветы Александровны Батгауер. Позже она перешла к иркутскому тренеру Михаилу Маркиановичу Михалёву и каждый день ездила из Ангарска в Иркутск на тренировки. Свою спортивную карьеру начала в 1989 году на международных соревнованиях на всемирно известном катке Медео, где в общем зачёте среди юниоров заняла четвёртое место. Тогда же дебютировала на чемпионате СССР по спринту среди юниоров.
В 1991 году Ольга успела выступить и на взрослом чемпионате СССР на отдельных дистанциях, где заняла 15-е места в забегах на 3000 м и 5000 м. Через год участвовала на первом чемпионате России по многоборью и стала в общем зачёте 13-й, после чего ушла из спорта и вернулась к соревнованиям в 1998 году. С 1998 и по 2003 год на чемпионатах России не попадала на подиум. В декабре 2001 года на олимпийском отборе заняла 4-е место на дистанции 3000 м и не смогла квалифицироваться на олимпиаду в Солт-Лейк-Сити. 
В 2003 году впервые завоевала серебро на чемпионате России на дистанции 1500 м и попала в сборную, а через год стала чемпионкой России в многоборье и в забеге на 1500 м. Ольга представляла сборную России на двух чемпионатах мира в классическом многоборье (2004—2005 года) и двух на отдельных дистанциях, самый высокий результат — 4-е место в командной гонке на чемпионате мира на отдельных дистанциях 2005 года. Тарасова выступала также на чемпионате Европы 2004 и чемпионате Европы 2005), заняв в общем зачёте многоборья соответственно 8-е и 10-е места. Наиболее успешно Тарасова выступила на этапах Кубка мира в командной гонке, дважды получая Золото (1 место) в этой дисциплине.
Перед Олимпиадой в Турине 2006 года Ольга выполнила олимпийский норматив на 1000 метров и должна была быть в сборной, но в последний момент Международный союз конькобежцев решил уменьшить квоту спортсменов на турнире конькобежцев, в том числе из России. Она вместе со Светланой Кайкан не попали в те 18 человек, которые полетели в Турин. Ольга приняла для себя решение не уходить из большого спорта и откатала сезон 2006/07. Она начала подготовку к сезону 2008-го, и неожиданно, в первую очередь – для себя самой, узнала, что в свои 37… во второй раз станет мамой. В том же 2007 году завершила карьеру спортсменки.

## Тренерская карьера
Ольга Тарасова на Олимпиаде в Сочи в 2014 году была судьей по конькобежному спорту и получила звание "Спортивный судья всероссийской категории" 16 декабря 2015 года. В настоящее время работает в ДЮСШ № 6 и является старшим тренером Иркутской области по конькобежному спорту, а также членом президиума в Федерации Роллер Спорта и старшим тренером сборной России по катанию на роликовых коньках. И она же индивидуально работает в качестве тренера с детьми, которым поставлен диагноз «аутизм».

## Чемпионаты мира
| турнир                               | дата               | город   | очки    | 500 м      | 1000 м | 1500 м       | 3000 м       | 5000 м       | командная гонка | место |
| ------------------------------------ | ------------------ | ------- | ------- | ---------- | ------ | ------------ | ------------ | ------------ | --------------- | ----- |
| Чемпионат мира — многоборье          | 7 — 8 февраля 2004 | Хамар   | 166,833 | 40,67 (14) | -      | 1.58,83 (5)  | 4.12,75 (12) | 7.24,28 (12) | -               | 11    |
| Чемпионат мира — отдельные дистанции | 12 — 14 марта 2004 | Сеул    | -       | -          | -      | 2.04,71 (16) | 4.25,39 (21) | -            | -               | -     |
| Чемпионат мира — многоборье          | 5 — 6 февраля 2005 | Москва  | 123,326 | 40,74 (15) | -      | 1.59,69 (8)  | 4.16,14 (17) | -            | -               | 15    |
| Чемпионат мира — отдельные дистанции | 3 — 6 марта 2005   | Инцелль | -       | -          | -      | 2.04,16 (16) | 4.24,79 (18) | -            | 3.12,37 (4)     | -     |

## Кубки мира
| турнир                                                      | дата                 | город            | очки    | 500 м      | 1000 м                | 1500 м                              | 3000 м                              | 5000 м               | командная гонка   | место |
| ----------------------------------------------------------- | -------------------- | ---------------- | ------- | ---------- | --------------------- | ----------------------------------- | ----------------------------------- | -------------------- | ----------------- | ----- |
| Кубок мира-2002/2003 (2-й этап) — многоборье                | 16 — 17 ноября 2002  | Эрфурт           | 169,666 | 42,71 (33) | 1.23,15 (33)          | 2.04,62 (25), 2.04,62 (16/группа B) | 4.23,05 (29), 4.23,05 (16/группа B) | -                    | -                 | 32    |
| Кубок мира-2003/2004 (1-й этап) — отдельные дистанции       | 8 — 9 ноября 2003    | Хамар            | -       | -          | -                     | 2.00,55 (6/группа A)                | -                                   | -                    | 3.06,97 (3)       | -     |
| Кубок мира-2003/2004 (2-й этап) — отдельные дистанции       | 15 — 16 ноября 2003  | Эрфурт           | -       | -          | -                     | 2.00,21 (5/группа A)                | -                                   | -                    | -                 | -     |
| Кубок мира-2003/2004 (3-й этап) — отдельные дистанции       | 21 — 23 ноября 2003  | Херенвен         | -       | -          | -                     | 2.01,54 (11/группа A)               | -                                   | -                    | 3.10,13 (1 место) | -     |
| Кубок мира-2003/2004 (8-й этап) — отдельные дистанции       | 20 — 22 февраля 2004 | Инцелль          | -       | -          | -                     | 2.02,14 (11/группа A)               | -                                   | -                    | 3.10,38 (1 место) | -     |
| Кубок мира-2003/2004 (9-й этап) — отдельные дистанции       | 27 — 28 февраля 2004 | Херенвен         | -       | -          | -                     | 2.00,23 (13/группа A)               | -                                   | -                    | -                 | -     |
| Кубок мира-2004/2005 (1-й этап) — отельные дистанции        | 13 — 14 ноября 2004  | Хамар            | -       | -          | -                     | 1.59,44 (10/группа A)               | -                                   | -                    | 3.10,68 (11)      | -     |
| Кубок мира-2004/2005 (2-й этап) — отельные дистанции        | 20 — 21 ноября 2004  | Берлин           | -       | -          | -                     | 1.59,31 (15/группа A)               | -                                   | -                    | 3.07,69 (7)       | -     |
| Кубок мира-2004/2005 (3-й этап) — отельные дистанции        | 27 — 28 ноября 2004  | Херенвен         | -       | -          | -                     | 1.59,87 (13/группа A)               | -                                   | 7.25,31 (7/группа B) | -                 | -     |
| Кубок мира-2004/2005 (7-й этап) — отельные дистанции        | 29 — 30 января 2005  | Базельга ди Пине | -       | -          | -                     | 2.03,64 (13/группа A)               | не стартовала                       | -                    | -                 | -     |
| Кубок мира-2004/2005 (9-й этап, финал) — отельные дистанции | 18 — 20 февраля 2005 | Херенвен         | -       | -          | -                     | 1.59,70 (13/группа A)               | 4.18,96 (2/группа B)                | -                    | -                 | -     |
| Кубок мира-2005/2006 (1-й этап) — отдельные дистанции       | 12 — 13 ноября 2005  | Калгари          | -       | -          | -                     | 2.00,09 (20/группа A)               | -                                   | -                    | 3.02,89 (9)       | -     |
| Кубок мира-2005/2006 (2-й этап) — отдельные дистанции       | 18 — 20 ноября 2005  | Солт-Лейк-Сити   | -       | -          | 1.17,88 (32/группа A) | 2.00,19 (18/группа B)               | -                                   | -                    | -                 | -     |

## Чемпионаты Европы
| турнир                        | дата               | город    | очки    | 500 м      | 1000 м | 1500 м      | 3000 м       | 5000 м       | командная гонка | место |
| ----------------------------- | ------------------ | -------- | ------- | ---------- | ------ | ----------- | ------------ | ------------ | --------------- | ----- |
| Чемпионат Европы — многоборье | 9 — 11 января 2004 | Херенвен | 168,537 | 41,52 (17) | -      | 2.01,76 (6) | 4.16,20 (8)  | 7.17,31 (7)  | -               | 8     |
| Чемпионат Европы — многоборье | 7 — 9 января 2005  | Херенвен | 167,570 | 40,34 (6)  | -      | 1.59,75 (6) | 4.17,80 (14) | 7.23,48 (13) | -               | 10    |

## Чемпионаты России
| турнир                                          | дата                 | город           | очки    | 500 м                  | 1000 м                   | 1500 м       | 3000 м       | 5000 м          | командная гонка | место |
| ----------------------------------------------- | -------------------- | --------------- | ------- | ---------------------- | ------------------------ | ------------ | ------------ | --------------- | --------------- | ----- |
| 30-й чемпионат России — многоборье              | 21 — 22 февраля 1992 | Иркутск         | 199,801 | 45,45 (13)             | -                        | 2.24,77 (10) | 5.07,44 (13) | 9.08,55 (12)    | -               | 12    |
| Чемпионат России — многоборье                   | 27 — 1 марта 1998    | Екатеринбург    | 194,690 | 46,03 (13)             | -                        | 2.20,83 (14) | 4.54,78 (13) | 8.45,87 (8)     | -               | 10    |
| Чемпионат России — многоборье                   | 24 — 26 декабря 1998 | Челябинск       | 195,199 | 46,15 (14)             | -                        | 2.21,45 (11) | 5.05,44 (13) | 8.29,93 (11)    | -               | 12    |
| Чемпионат России — многоборье                   | 25 — 26 декабря 1999 | Архангельск     | 189,747 | 45,45 (12)             | -                        | 2.16,56 (10) | 4.55,10 (10) | 8.15,94 (8)     | -               | 9     |
| Чемпионат России — многоборье                   | 2 — 3 декабря 2000   | Челябинск       | 184,074 | 44,47 (11)             | -                        | 2.10,10 (5)  | 4.49,69 (9)  | 7.59,56 (6)     | -               | 8     |
| Чемпионат России — спринтерское многоборье      | 17 — 18 февраля 2001 | Екатеринбург    | 173,135 | 44,25 (14), 43,15 (13) | 1.26,04 (7), 1.25,43 (5) | -            | -            | -               | -               | 10    |
| Чемпионат России — отдельные дистанции          | 16 — 18 марта 2001   | Дивногорск      | -       | -                      | -                        | 2.20,28 (7)  | 4.47,37 (4)  | 8.14,60 (4)     | -               | -     |
| Чемпионат России — многоборье                   | 22 — 23 декабря 2002 | Кирово-Чепецк   | 179,139 | 42,64 (6)              | -                        | 2.08,16 (4)  | 4.37,88 (8)  | 7.54,66 (4)     | -               | 4     |
| Чемпионат России — отдельные дистанции          | 21 — 23 марта 2003   | Оленегорск      | -       | -                      | 1.32,93 (6)              | 2.13,71 (2)  | -            | -               | -               | -     |
| Чемпионат России — многоборье                   | 18 — 19 декабря 2003 | Челябинск       | 177,117 | 42,27 (3)              | -                        | 2.07,90 (1)  | 4.29,67 (1)  | 7.52,69 (1)     | -               | 1     |
| Чемпионат России — отдельные дистанции          | 19 — 22 марта 2004   | Нижний Новгород | -       | -                      | 1.26,05 (4)              | 2.05,61 (1)  | -            | -               | -               | -     |
| Чемпионат России — многоборье                   | 25 — 26 декабря 2004 | Москва          | 167,131 | 40,46 (1)              | -                        | 2.00,78 (1)  | 4.12,27 (1)  | 7.23,66 (2)     | -               | 1     |
| Чемпионат России — многоборье                   | 17 — 18 марта 2005   | Челябинск       | 170,659 | 40,37 (1)              | -                        | 2.01,69 (1)  | 4.21,63 (2)  | 7.41,21 (2)     | -               | 2     |
| Чемпионат России — отдельные дистанции          | 16 — 19 декабря 2005 | Москва          | -       | -                      | -                        | 2.03,95 (8)  | 4.24,18 (8)  | дисквалификация | -               | -     |
| Чемпионат России — отдельные дистанции (спринт) | 24 — 25 декабря 2005 | Москва          | -       | -                      | 1.21,45 (8)              | -            | -            | -               | -               | -     |
| Чемпионат России — многоборье                   | 23 — 24 декабря 2006 | Коломна         | 170,478 | 41,26 (4)              | -                        | 2.02,23 (4)  | 4.19,14 (5)  | 7.32,85 (5)     | -               | 5     |
| Чемпионат России — отдельные дистанции          | 21 — 25 марта 2007   | Коломна         | -       | не стартовала          | -                        | 2.02,19 (6)  | 4.21,90 (4)  | 7.33,79 (4)     | -               | 5     |

## Международные соревнования
| турнир                                                              | дата                 | город      | очки    | 500 м                            | 1000 м       | 1500 м                   | 3000 м      | 5000 м      | командная гонка | место     |
| ------------------------------------------------------------------- | -------------------- | ---------- | ------- | -------------------------------- | ------------ | ------------------------ | ----------- | ----------- | --------------- | --------- |
| Международные соревнования — многоборье                             | 20 — 23 марта 1989   | Медео      | 180,743 | 44,08 (7)                        | 1.30,12 (7)  | 2.12,48 (3)              | 4.44,66 (3) | -           | -               | 4         |
| Международные соревнования на призы имени С. М. Кирова — многоборье | 12 — 13 февраля 2000 | Киров      | 181,886 | 43,98 (11)                       | 1.28,95 (7)  | 2.15,15 (3)              | 4.50,29 (3) | -           | -               | 4         |
| Международные соревнования на призы имени С. М. Кирова — многоборье | 24 — 25 февраля 2001 | Киров      | 177,245 | 43,84 (6)                        | 1.26,77 (1)  | 2.09,01 (1)              | 4.42,10 (1) | -           | -               | 2         |
| Кубок России — отдельные дистанции                                  | 16 — 18 марта 2001   | Дивногорск | -       | -                                | -            | 2.20,28 (7)              | 4.47,37 (4) | 8.14,60 (4) | -               | -         |
| Международные соревнования на призы имени С. М. Кирова — многоборье | 16 — 17 февраля 2002 | Киров      | 178,149 | 43,05 (6)                        | 1.26,35 (1)  | 2.11,96 (2)              | 4.47,63 (3) | -           | -               | 2         |
| Международные соревнования — отдельные дистанции                    | 1 — 2 ноября 2002    | Инцелль    | -       | 42,50 (2), 42,07 (10), 42,88 (7) | 1.22,19 (5)  | 2.07,22 (2)              | 4.46,79 (1) | -           | -               | -         |
| Международные соревнования «Открытие сезона» — отдельные дистанции  | 30 — 31 октября 2004 | Инцелль    | -       | -                                | 1.25,60 (1)  | 2.05,05 (3)              | -           | -           | -               | -         |
| Международные соревнования — отдельные дистанции                    | 6 — 7 ноября 2004    | Инцелль    | -       | 46,73 (1), 42,42 (3)             | -            | 2.06,46 (1)              | -           | -           | -               | -         |
| Международные соревнования — отдельные дистанции                    | 4 — 6 ноября 2005    | Калгари    | -       | 41,44 (22)                       | 1.19,63 (11) | -                        | -           | -           | -               | -         |
| Кубок России — отдельные дистанции                                  | 26 — 27 января 2006  | Барнаул    | -       | 44,92 (1)                        | -            | 2.19,62 (1)              | -           | -           | -               | -         |
| Международные соревнования на призы имени С. М. Кирова — многоборье | 25 — 26 февраля 2006 | Киров      | -       | 42,98 (3)                        | 1.27,68 (6)  | 2.13,72 (4)              | -           | -           | -               | без места |
| Кубок России (финал) — отдельные дистанции                          | 22 — 25 марта 2006   | Москва     | -       | -                                | 1.20,09 (1)  | 2.04,36 (1)              | -           | -           | -               | -         |
| Кубок России — отдельные дистанции                                  | 8 — 11 ноября 2006   | Коломна    | -       | 41,95 (13)                       | 1.22,61 (9)  | 2.03,55 (1), 2.05,48 (7) | 4.19,82 (1) | -           | -               | -         |
| Кубок России — отдельные дистанции                                  | 13 — 14 января 2007  | Дивногорск | -       | 42,73 (5)                        | -            | -                        | 4.38,45 (1) | -           | 3.49,32 (5)     | -         |
| Международные соревнования на призы имени С. М. Кирова — многоборье | 24 — 25 февраля 2007 | Киров      | 180,502 | 44,19 (3)                        | 1.25,29 (2)  | 2.16,49 (4)              | 4.49,03 (3) | -           | -               | 3         |

## Личная жизнь
Ольга Тарасова вышла замуж за бывшего конькобежца Сергей Тарасова, а ныне также тренера Иркутской команды. Их старшая дочь Ирина поначалу пошла по стопам родителей, дошла до уровня КМС, но уехала учиться в Москву. Окончила экономический вуз, сейчас работает в Польше. Сама Ольга работала в детском саду спортинструктором, пока младший сын Никита занимался конькобежным спортом.